# Ozeanien-Meisterschaften im Bahnradsport 2022
Die Ozeanien-Meisterschaften im Bahnradsport 2022 wurden vom 2. bis zum 5. April durch den Ozeanischen Radsportverband OCC im Anna Meares Velodrome von Brisbane ausgetragen. Bedingt durch die Corona-Pandemie waren es die ersten solchen Veranstaltungen seit Oktober 2019, wobei letztere aufgrund des UCI-Kalenders für 2020 gezählt hatten.
Die Wettkämpfe waren in die allgemeinen Ozeanischen Radsportmeisterschaften eingebettet, die so gebündelt zum ersten Mal stattfanden und auch die Disziplinen Straße, Mountainbike, BMX-Rennsport, BMX-Freestyle und Paracycling umfassten. Als Begleitprogramm fand in Brisbane von Mitte März bis Mitte April das Brisbane Cycling Festival statt.
Es waren 117 Athleten am Start, allesamt aus Australien und Neuseeland. Die Anmeldung war frei, und die meisten Fahrer traten in den Trikots ihres Vereins bzw. ihres (australischen) Bundesstaats an. Bei den Mannschafts-Wettbewerben waren mehrere Teams pro Nation zugelassen. Es wurden alle 11 Disziplinen ausgefahren, die auch bei den Bahnradsport-Weltmeisterschaften zum Tragen kommen, im Juniorenbereich jedoch nicht das Ausscheidungsfahren.

## Ergebnisse

### Männer Elite
| Disziplin             | Gold                                                                             | Silber                                                                                  | Bronze                                                                     |
| --------------------- | -------------------------------------------------------------------------------- | --------------------------------------------------------------------------------------- | -------------------------------------------------------------------------- |
| Zeitfahren            | Thomas Cornish                                                                   | Nick Kergozou                                                                           | Dylan Eather                                                               |
| Keirin                | Matthew Glaetzer                                                                 | Matthew Richardson                                                                      | Sam Gallagher                                                              |
| Sprint                | Matthew Glaetzer                                                                 | Matthew Richardson                                                                      | Thomas Cornish                                                             |
| Teamsprint            | Australien Thomas Cornish Matthew Richardson Matthew Glaetzer                    | Neuseeland Sam Dakin Bradly Knipe Patrick Clancy                                        | Australien Dev 1 John Trovas Sam Gallagher James Brister                   |
| Einerverfolgung       | Aaron Gate                                                                       | Conor Leahy                                                                             | Jordan Kerby                                                               |
| Mannschaftsverfolgung | Australien 1 Graeme Frislie Conor Leahy James Moriarty Josh Duffy Oliver Bleddyn | Neuseeland Nick Kergozou Daniel Bridgwater Thomas Sexton Keegan Hornblow George Jackson | Australien 2 Blake Agnoletto Liam Walsh Jordan Villani Devraj Singh Grewal |
| Punktefahren          | Aaron Gate                                                                       | Thomas Sexton                                                                           | George Jackson                                                             |
| Scratch               | Aaron Gate                                                                       | Blake Agnoletto                                                                         | Josh Duffy                                                                 |
| Madison               | Australien 3 (National) Conor Leahy Josh Duffy                                   | Neuseeland 2 (Blackspoke) Thomas Sexton Aaron Gate                                      | Australien 4 (Vis) Blake Agnoletto Oliver Bleddyn                          |
| Omnium                | Aaron Gate                                                                       | George Jackson                                                                          | Graeme Frislie                                                             |
| Ausscheidungsfahren   | Graeme Frislie                                                                   | George Jackson                                                                          | Liam Walsh                                                                 |

### Frauen Elite
| Disziplin             | Gold                                                               | Silber                                                                       | Bronze                                                             |
| --------------------- | ------------------------------------------------------------------ | ---------------------------------------------------------------------------- | ------------------------------------------------------------------ |
| Zeitfahren            | Kristina Clonan                                                    | Rebecca Petch                                                                | Breanna Hargrave                                                   |
| Keirin                | Ellesse Andrews                                                    | Kristina Clonan                                                              | Kalinda Robinson                                                   |
| Sprint                | Ellesse Andrews                                                    | Kristina Clonan                                                              | Breanna Hargrave                                                   |
| Teamsprint            | Neuseeland Ellesse Andrews Olivia King Rebecca Petch               | Australien Breanna Hargrave Kristina Clonan Alessia McCaig                   | Australien Dev 1 Kalinda Robinson Jacqui Mengler-Mohr Molly McGill |
| Einerverfolgung       | Bryony Botha                                                       | Sophie Edwards                                                               | Alyssa Polites                                                     |
| Mannschaftsverfolgung | Neuseeland Prudence Fowler Bryony Botha Ally Wollaston Ella Wyllie | Australien Sophie Edwards Alyssa Polites Amber Pate Alexandra Martin-Wallace | nicht vergeben                                                     |
| Punktefahren          | Chloe Moran                                                        | Bryony Botha                                                                 | Prudence Fowler                                                    |
| Scratch               | Ally Wollaston                                                     | Chloe Moran                                                                  | Ella Wyllie                                                        |
| Madison               | Neuseeland 2 Bryony Botha Ally Wollaston                           | Australien 1 (Blue) Sophie Edwards Chloe Moran                               | Australien 2 (Yellow) Alexandra Martin-Wallace Amber Pate          |
| Omnium                | Ally Wollaston                                                     | Bryony Botha                                                                 | Sophie Edwards                                                     |
| Ausscheidungsfahren   | Chloe Moran                                                        | Alexandra Martin-Wallace                                                     | Nicola Macdonald                                                   |

### Junioren
| Disziplin             | Gold                                                                     | Silber                                                                            | Bronze                                                                   |
| --------------------- | ------------------------------------------------------------------------ | --------------------------------------------------------------------------------- | ------------------------------------------------------------------------ |
| Zeitfahren            | Luke Blackwood                                                           | Ben Anderson                                                                      | Leo Zimmermann                                                           |
| Keirin                | Ryan Elliott                                                             | Ronan Shearing                                                                    | Adam Lees                                                                |
| Sprint                | Ryan Elliott                                                             | Maxwell Liebeknecht                                                               | Liam Cavanagh                                                            |
| Teamsprint            | Australien Jaydan Stanton-Keir Maxwell Liebeknecht Ryan Elliott          | Neuseeland Liam Cavanagh Luke Blackwood Ronan Shearing                            | nicht vergeben                                                           |
| Einerverfolgung       | Cameron Rogers                                                           | Leo Zimmermann                                                                    | Dylan Proctor-Parker                                                     |
| Mannschaftsverfolgung | Australien 1 Leo Zimmermann Dylan Proctor-Parker Noah Blannin Tarun Cook | Neuseeland Edward Pawson Lewis Johnston Matthew Davis Joel Douglas Ronan Shearing | Australien 2 Ben Anderson Ryan Britten Samuel McKee Haydon Van Der Ploeg |
| Punktefahren          | Lewis Johnston                                                           | Edward Pawson                                                                     | Ben Anderson                                                             |
| Scratch               | Tarun Cook                                                               | Noah Blannin                                                                      | Leo Zimmermann                                                           |
| Madison               | Neuseeland 1 (Auckland) Joel Douglas Edward Pawson                       | Australien 2 (Vic) Dylan Proctor-Parker Tarun Cook                                | Australien 4 (Sasi) Leo Zimmermann Noah Blannin                          |
| Omnium                | Joel Douglas                                                             | Tarun Cook                                                                        | Lewis Johnston                                                           |

### Juniorinnen
| Disziplin             | Gold                                                            | Silber                                                           | Bronze                                            |
| --------------------- | --------------------------------------------------------------- | ---------------------------------------------------------------- | ------------------------------------------------- |
| Zeitfahren            | Tyler Puzicha                                                   | Emma Stevens                                                     | Lily Stratford                                    |
| Keirin                | Meg Marker                                                      | Emma Stevens                                                     | Lily Stratford                                    |
| Sprint                | Emma Stevens                                                    | Tyler Puzicha                                                    | Mirella Willis-Hell                               |
| Teamsprint            | Australien 1 Emma Stevens Tyler Puzicha Lily Stratford          | Australien 2 Mirella Willis-Hell Belinda Bailey Keeley Henderson | nicht vergeben                                    |
| Einerverfolgung       | Sophie Marr                                                     | Lucy Stewart                                                     | Summer Nordmeyer                                  |
| Mannschaftsverfolgung | Australien Sophie Sutton Meg Marker Keira Will Summer Nordmeyer | Neuseeland Ciara Kelly Georgia Simpson Bee Townsend Molly Hayes  | nicht vergeben                                    |
| Punktefahren          | Meg Marker                                                      | Sophie Marr                                                      | Keira Will                                        |
| Scratch               | Lucy Stewart                                                    | Bee Townsend                                                     | Sophie Marr                                       |
| Madison               | Australien 1 (National) Meg Marker Keira Will                   | Australien 2 (Vic) Amelia Mulhurn Belinda Bailey                 | Neuseeland 1 (Green) Georgia Simpson Bee Townsend |
| Omnium                | Meg Marker                                                      | Sophie Sutton                                                    | Keira Will                                        |

## Medaillenspiegel
| Rang  | Land       | Gold | Silber | Bronze | Gesamt |
| ----- | ---------- | ---- | ------ | ------ | ------ |
| 1     | Australien | 26   | 26     | 31     | 83     |
| 2     | Neuseeland | 16   | 16     | 7      | 39     |
| Total | Total      | 42   | 42     | 38     | 122    |